# Juliette Binoche

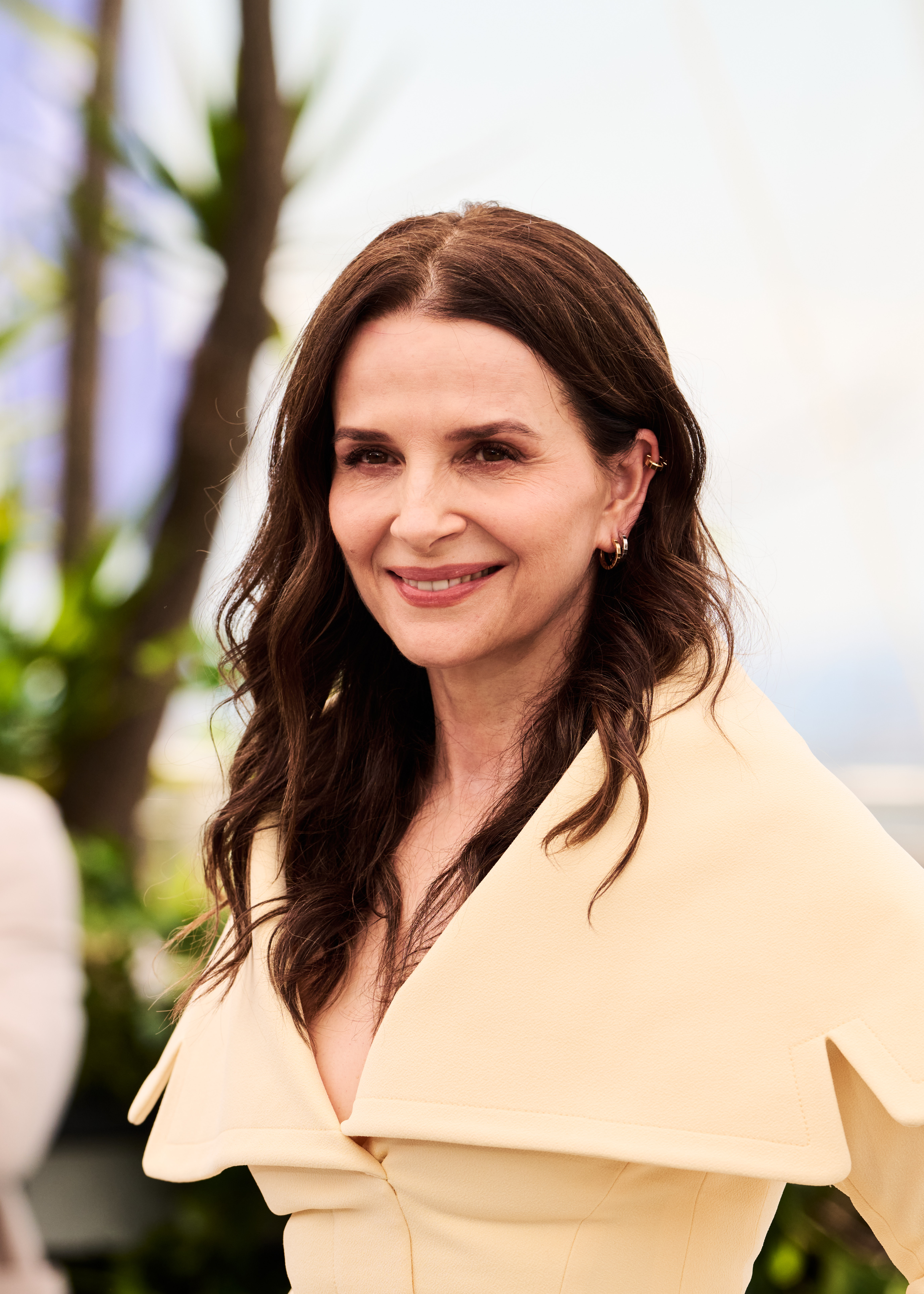
Juliette Binoche (2025)

Juliette Binoche [ʒyljɛt biˈnɔʃ] (* 9. März 1964 in Paris) ist eine französische Schauspielerin und Oscar-Preisträgerin.

## Leben und Laufbahn

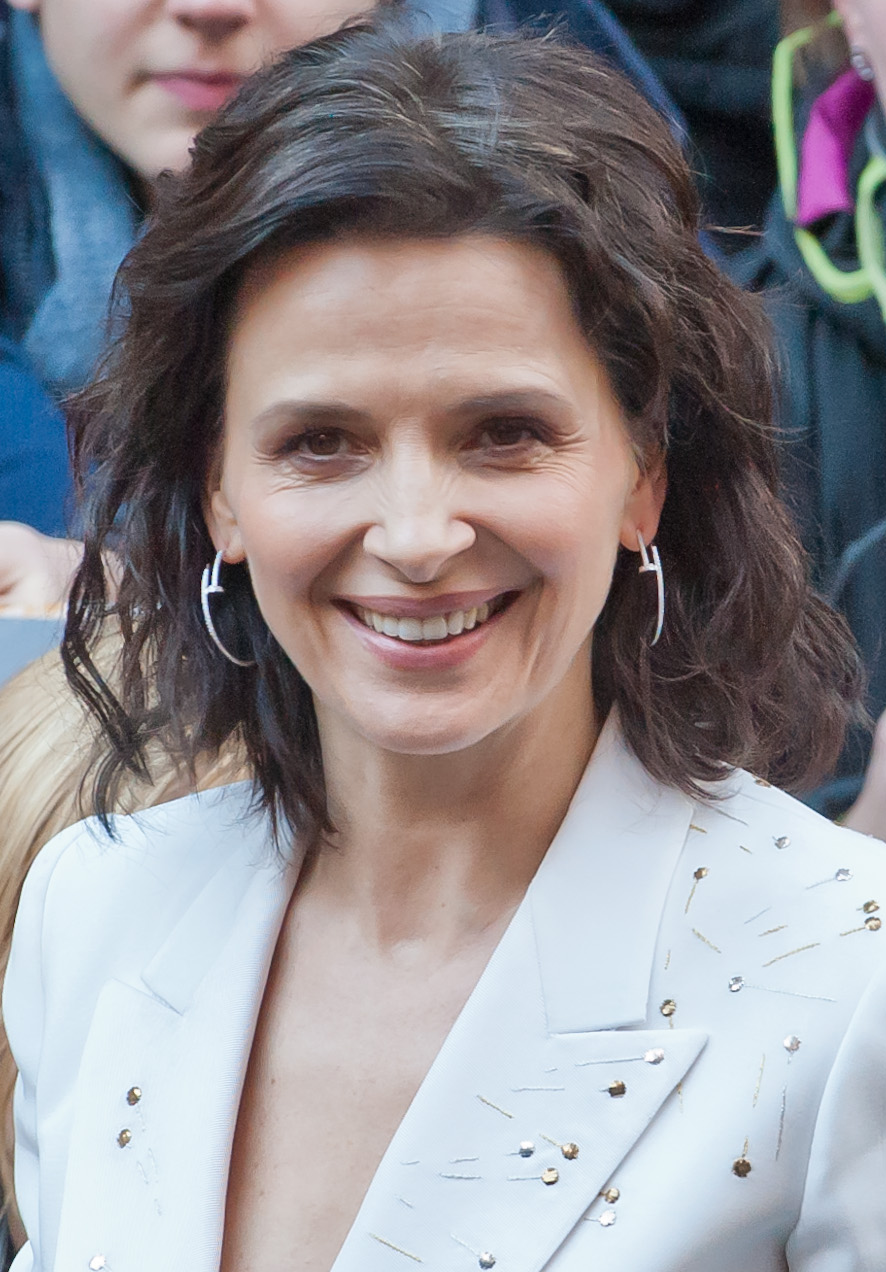
Binoche auf der Berlinale 2015

Der Vater, Jean-Marie Binoche, war Regisseur, Schauspieler und Bildhauer. Die Mutter, Monique Stalens, polnischer Herkunft, war Schauspielerin und Lehrerin. Ihre Großeltern mütterlicherseits wurden während des Zweiten Weltkriegs als polnische Intellektuelle in das KZ Auschwitz deportiert.
Die Eltern gaben das künstlerische Interesse an ihre Tochter weiter. Schon als Kind spielte Juliette Binoche Theater. 1985 erhielt sie eine kleine Rolle in Jean-Luc Godards Film Maria und Joseph. Rasch folgten weitere Filme in den unterschiedlichsten Genres, und sie drehte mit bedeutenden jungen wie mit etablierten französischen Regisseuren, darunter Jacques Doillon, Leos Carax, Jacques Rouffio, André Téchiné, Louis Malle. Ihre erste Auszeichnung, den Prix Romy Schneider, erhielt sie 1986. International machte sie 1988 mit dem US-Film Die unerträgliche Leichtigkeit des Seins an der Seite von Daniel Day-Lewis auf sich aufmerksam, einer Verfilmung des gleichnamigen Romans von Milan Kundera. Weitere Erfolge waren Die Liebenden von Pont-Neuf (1991, Regie: Leos Carax), Der Husar auf dem Dach (1995, nach dem Roman von Jean Giono, Regie: Jean-Paul Rappeneau), Der englische Patient (1996, nach dem Roman von Michael Ondaatje, Regie: Anthony Minghella) und Chocolat – Ein kleiner Biss genügt (2000, Regie: Lasse Hallström). Im Jahr 1997 hatte sie ihr englischsprachiges Bühnendebüt im Londoner Almeida Theatre in der Rolle der Ersilia Dei in Luigi Pirandellos Stück Vestire gli ignudi (Naked). Neben weiteren europäischen Filmpreisen wurde Binoche 1997 für ihre Darstellung der Hana in Der englische Patient als beste Nebendarstellerin mit einem Oscar ausgezeichnet. Für die Leistung in dem Film Chocolat war sie im Jahr 2000 für einen weiteren Oscar (beste weibliche Hauptrolle) nominiert.
Im Dezember 2018 wurde Binoche zur Jury-Präsidentin der Internationalen Filmfestspiele Berlin 2019 bestimmt. Im Mai 2024 löste sie Agnieszka Holland als Präsidentin der Europäischen Filmakademie ab, die alljährlich die Europäischen Filmpreise verleiht. Im folgenden Jahr wurde sie zur Jurypräsidentin des Filmfestivals von Cannes 2025 bestimmt.
Juliette Binoche ist Hobbymalerin und lebt in Paris. Sie engagiert sich in Umweltfragen. Am 3. September 2020 empfing Papst Franziskus sie und weitere französische Aktivisten, um über ökologische Fragen zu diskutieren.
Sie war von 1999 bis 2003 mit dem Schauspieler Benoît Magimel liiert, den sie bei den Dreharbeiten zu Das Liebesdrama von Venedig kennenlernte. Mit ihm hat sie eine Tochter. Beide standen für das Historiendrama Geliebte Köchin (2023) erneut gemeinsam vor der Kamera. Aus einer früheren Beziehung hat Binoche einen Sohn.

## Filmografie

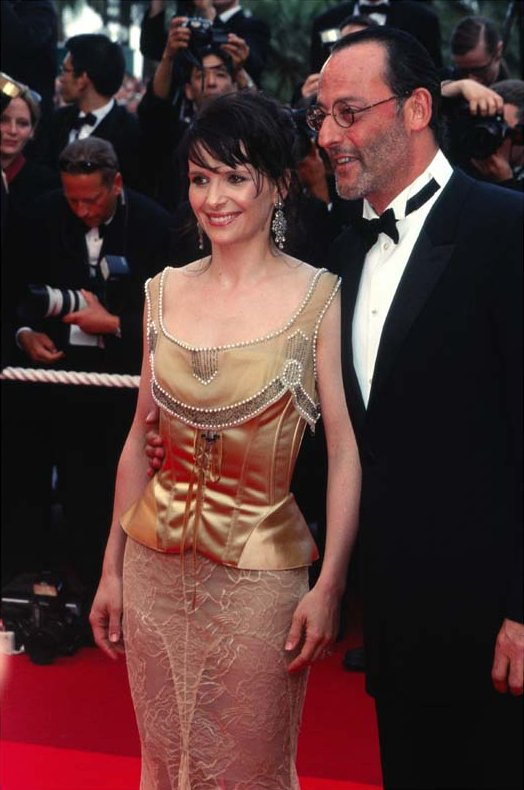
Binoche und Jean Reno beim Filmfestival in Cannes, 2002

- 1983: Dorothée, Danseuse de corde, Regie: Jacques Fansten
- 1983: Liberty Belle, Regie: Pascal Kané
- 1983: Fort Bloqué, Regie: Pierrick Guinard
- 1983: Le meilleur de la vie, Regie: Renaud Victor
- 1984: Maria und Joseph (Je vous salue, Marie), Regie: Jean-Luc Godard
- 1984: Der Mann, der weint (La vie de famille), Regie: Jacques Doillon
- 1984: Les Nanas, Regie: Annick Lanoë
- 1984: Adieu Blaireau, Regie: Bob Decout
- 1985: Thierry Mugler, Regie: Robert Réa
- 1985: Rendez-Vous, Regie: André Téchiné
- 1986: Die Nacht ist jung (Mauvais sang), Regie: Leos Carax
- 1986: Mon beau-frère a tué ma sœur, Regie: Jacques Rouffio
- 1988: Die unerträgliche Leichtigkeit des Seins (The Unbearable Lightness of Being), Regie: Philip Kaufman
- 1989: Un tour de manège, Regie: Pierre Pradinas
- 1991: Verführerische Geschichten 2 (Women and men: In love there are no rules), Regie: Mike Figgis u. a.
- 1991: Die Liebenden von Pont-Neuf (Les amants du Pont-Neuf), Regie: Leos Carax
- 1992: Stürmische Leidenschaft (Emily Brontë’s Wuthering Heights), Regie: Peter Kosminsky
- 1992: Verhängnis (Damage), Regie: Louis Malle
- 1993: Drei Farben: Blau (Trois couleurs: Bleu), Regie: Krzysztof Kieślowski
- 1995: Der Husar auf dem Dach (Le hussard sur le toit), Regie: Jean-Paul Rappeneau
- 1996: Eine Couch in New York (Un divan à New York), Regie: Chantal Akerman
- 1996: Der englische Patient (The English Patient), Regie: Anthony Minghella
- 1998: Alice & Martin (Alice et Martin), Regie: André Téchiné
- 1999: Das Liebesdrama von Venedig (Eine leidenschaftliche Affäre)[4] (Les enfants du siècle), Regie: Diane Kurys
- 2000: Chocolat – Ein kleiner Biss genügt (Chocolat), Regie: Lasse Hallström
- 2000: Die Witwe von Saint-Pierre (La Veuve de Saint-Pierre), Regie: Patrice Leconte
- 2000: Code: unbekannt (Code inconnu: Récit incomplet de divers voyages), Regie: Michael Haneke
- 2002: Jet Lag – Oder wo die Liebe hinfliegt (Décalage horaire), Regie: Danièle Thompson
- 2004: In My Country (Country of My Scull), Regie: John Boorman
- 2004: Bee Season, Regie: Scott McGehee, David Siegel
- 2005: Caché, Regie: Michael Haneke
- 2005: Mary, Regie: Abel Ferrara
- 2006: Einige Tage im September (Quelques jours en septembre), Regie: Santiago Amigorena
- 2006: Breaking and Entering – Einbruch & Diebstahl (Breaking and Entering), Regie: Anthony Minghella
- 2006: Paris, je t’aime, Regie: Nobuhiro Suwa
- 2007: Dan – Mitten im Leben! (Dan in Real Life), Regie: Peter Hedges
- 2007: Trennung (Désengagement), Regie: Amos Gitai
- 2007: Der Flug des roten Ballons (Le Voyage du ballon rouge), Regie: Hou Hsiao-Hsien
- 2008: So ist Paris (Paris), Regie: Cédric Klapisch
- 2008: Ende eines Sommers (L’heure d’été), Regie: Olivier Assayas
- 2008: Shirin, Regie: Abbas Kiarostami
- 2010: Die Liebesfälscher (Copie conforme), Regie: Abbas Kiarostami
- 2011: Ein Cop mit dunkler Vergangenheit – The Son of No One (The Son of No One), Regie: Dito Montiel
- 2011: Das bessere Leben (Elles), Regie: Małgorzata Szumowska
- 2012: Cosmopolis, Regie: David Cronenberg
- 2012: À cœur ouvert, Regie: Marion Laine
- 2013: Camille Claudel 1915, Regie: Bruno Dumont
- 2013: Tausendmal gute Nacht (Tusen ganger god natt), Regie: Eric Poppe
- 2013: Words & Pictures – In der Liebe und in der Kunst ist alles erlaubt (Words and Pictures), Regie: Fred Schepisi
- 2014: Godzilla
- 2014: Die Wolken von Sils Maria (Sils Maria), Regie: Olivier Assayas
- 2015: Nobody Wants the Night, Regie: Isabel Coixet
- 2015: 69 Tage Hoffnung (The 33), Regie: Patricia Riggen
- 2015: L’attesa
- 2016: Die feine Gesellschaft (Ma loute)
- 2017: Ghost in the Shell, Regie: Rupert Sanders
- 2017: Wie die Mutter, so die Tochter (Telle mère, telle fille), Regie: Noémie Saglio
- 2017: Meine schöne innere Sonne (Un beau soleil intérieur), Regie: Claire Denis
- 2017: Call My Agent! (Dix pour cent, Fernsehserie, eine Folge)
- 2018: Zwischen den Zeilen (Doubles vies)
- 2018: High Life
- 2018: Die Blüte des Einklangs (Vision)
- 2019: So wie du mich willst (Celle que vous croyez)
- 2019: La Vérité – Leben und lügen lassen (La Vérité)
- 2020: Die perfekte Ehefrau (La bonne épouse), Regie: Martin Provost
- 2022: Mit Liebe und Entschlossenheit (Avec amour et acharnement)
- 2022: Wie im echten Leben (Ouistreham), Regie: Emmanuel Carrère
- 2022: Paradise Highway
- 2022: Der Gymnasiast (Le lycéen)
- 2022: The Staircase (Miniserie, 7 Folgen)
- 2023: Geliebte Köchin (La passion de Dodin Bouffant)
- 2024: The New Look (Fernsehserie)
- 2024: The Return

## Ehrungen und Auszeichnungen

### Oscar
- 1997 ausgezeichnet als „Beste Nebendarstellerin“ in Der englische Patient
- 2001 nominiert als „Beste Hauptdarstellerin“ in Chocolat – Ein kleiner Biss genügt

### British Academy Film Award
- 1997 ausgezeichnet als „Beste Nebendarstellerin“ in Der englische Patient
- 2001 nominiert als „Beste Hauptdarstellerin“ in Chocolat – Ein kleiner Biss genügt

### César
- 1986 nominiert als „Beste Hauptdarstellerin“ in Rendez-Vous
- 1987 nominiert als „Beste Hauptdarstellerin“ in Die Nacht ist jung
- 1992 nominiert als „Beste Hauptdarstellerin“ in Die Liebenden von Pont-Neuf
- 1993 nominiert als „Beste Hauptdarstellerin“ in Verhängnis
- 1994 ausgezeichnet als „Beste Hauptdarstellerin“ in Drei Farben: Blau
- 1996 nominiert als „Beste Hauptdarstellerin“ in Der Husar auf dem Dach
- 2001 nominiert als „Beste Hauptdarstellerin“ in Die Witwe von Saint-Pierre
- 2003 nominiert als „Beste Hauptdarstellerin“ in Jet Lag – Oder wo die Liebe hinfliegt
- 2015 nominiert als „Beste Hauptdarstellerin“ in Die Wolken von Sils Maria
- 2018 nominiert als „Beste Hauptdarstellerin“ in Meine schöne innere Sonne

### Europäischer Filmpreis
- 1992 ausgezeichnet als „Beste Darstellerin“ in Die Liebenden von Pont-Neuf
- 1997 ausgezeichnet als „Beste Darstellerin“ in Der englische Patient
- 2001 ausgezeichnet mit dem Jameson-Publikumspreis als „Beste Darstellerin“ in Chocolat – Ein kleiner Biss genügt
- 2005 nominiert als „Beste Darstellerin“ in Caché
- 2017 nominiert als „Beste Darstellerin“ in Meine schöne innere Sonne
- 2019 ausgezeichnet mit dem Preis für die Beste europäische Leistung im Weltkino[5]

### Golden Globe Award
- 1994 nominiert als „Beste Hauptdarstellerin in einem Drama“ in Drei Farben: Blau
- 1997 nominiert als „Beste Nebendarstellerin“ in Der englische Patient
- 2001 nominiert als „Beste Hauptdarstellerin in einer Komödie oder einem Musical“ in Chocolat – Ein kleiner Biss genügt

### Internationale Filmfestspiele Berlin
- 1993 ausgezeichnet mit der Berlinale Kamera
- 1997 ausgezeichnet mit dem Silbernen Bären für Der englische Patient

### Internationale Filmfestspiele von Cannes
- 2010: Beste Darstellerin für Copie conforme (dt. Die Liebesfälscher)

### Eponyme
- 2010: Der Asteroid (19998) Binoche wurde nach ihr benannt.

### Sonstige
- 2020: Zurich Film Festival – Golden Icon Award[6]
- 2022: Festival Internacional de Cine de San Sebastián – Donostia Award[7]